# FRUiTS
FRUiTS är ett japanskt modemagasin med bilder på verkliga människor i vardagsmiljö (oftast på en gata i stadsmiljö). Dess namn har ibland, felaktigt, fått beteckna klädstilen decora utanför Japan.